# Championnat d'Israël de football 1969-1970
Navigation
Championnat d'Israël 1968-1969 Championnat d'Israël 1970-1971
Le Championnat d'Israël de football 1969-1970 est la 18e édition de ce championnat.

## Classement[1]
| Rang | Équipe                  | Pts | J  | G  | N  | P  | Bp | Bc | Diff |
| ---- | ----------------------- | --- | -- | -- | -- | -- | -- | -- | ---- |
| 1    | Maccabi Tel-Aviv        | 39  | 30 | 15 | 9  | 6  | 51 | 21 | +30  |
| 2    | Hapoël Tel-Aviv         | 39  | 30 | 13 | 13 | 4  | 48 | 24 | +24  |
| 3    | Maccabi Haïfa           | 33  | 30 | 10 | 13 | 7  | 29 | 24 | +5   |
| 4    | Shimshon Tel-Aviv       | 31  | 30 | 10 | 11 | 9  | 35 | 27 | +8   |
| 5    | Betar Jérusalem         | 30  | 30 | 10 | 10 | 10 | 29 | 29 | 0    |
| 6    | Hapoël Jérusalem FC     | 30  | 30 | 10 | 10 | 10 | 35 | 37 | -2   |
| 7    | Hapoël Petah-Tikvah     | 30  | 30 | 8  | 14 | 8  | 25 | 28 | -3   |
| 8    | Hakoah Amidar Ramat Gan | 29  | 30 | 6  | 17 | 7  | 21 | 26 | -5   |
| 9    | Beitar Tel-Aviv         | 29  | 30 | 8  | 13 | 9  | 28 | 34 | -6   |
| 10   | Hapoël Haïfa            | 28  | 30 | 7  | 14 | 9  | 19 | 18 | +1   |
| 11   | Maccabi Netanya         | 28  | 30 | 7  | 14 | 9  | 29 | 30 | -1   |
| 12   | Maccabi Petah-Tikvah    | 28  | 30 | 7  | 14 | 9  | 32 | 37 | -5   |
| 13   | Hapoël Kfar Sabah       | 28  | 30 | 7  | 14 | 9  | 27 | 32 | -5   |
| 14   | Bnei Yehoudah           | 27  | 30 | 6  | 15 | 9  | 24 | 28 | -4   |
| 15   | Maccabi Jaffa           | 26  | 30 | 7  | 12 | 11 | 17 | 29 | -12  |
| 16   | Hapoël Beer-Sheva       | 25  | 30 | 10 | 5  | 15 | 24 | 49 | -25  |

|  | Champion |
|  | Relégué  |

## Bilan de la saison
| Tableau d'Honneur                |                  |
| Compétition                      | Vainqueur        |
| Championnat d'Israël de football | Maccabi Tel-Aviv |
| Coupe d'Israël de football       | Maccabi Tel-Aviv |

| Promotions et relégations |                                 |
| Relégués en Liga Leumit   | Maccabi Jaffa Hapoël Beer-Sheva |
| Promus en Ligat ha'Al     | Hapoël Holon Hapoël Hadera      |